# Liam Neeson
William John Neeson, född 7 juni 1952 i Ballymena i Antrim, är en brittisk (nordirländsk) skådespelare och Unicef-ambassadör. 
Liam Neeson har en karriär både inom film och på scen. För biopubliken är han troligen främst känd för sitt porträtt av Oskar Schindler i Schindler's List (1993), en roll som han oscarnominerades för i kategorin Bästa manliga huvudroll, samt som Bryan Mills i Taken-trilogin.

## Biografi
Liam Neeson växte upp i Ballymena i Nordirland. Hans far var vaktmästare på en katolsk flickskola, där även hans mor arbetade som kokerska. I unga år var Liam Neeson boxare, innan han blev skådespelare.
Liam Neeson var gift med skådespelerskan Natasha Richardson från den 3 juli 1994 fram till hennes död den 18 mars 2009. Tillsammans fick de två söner, Micheál och Daniel, födda 1995 och 1996.

## Filmografi i urval
- 1979 – Christiana Pilgrim's Progress Part 2
- 1981 – Excalibur
- 1983 – Krull
- 1984 – Ellis Island
- 1984 – Bounty
- 1986 – Tracys hämnd (miniserie, två avsnitt)
- 1986 – The Mission
- 1987 – Misstänkt
- 1988 – Dödsspelet
- 1990 – Darkman
- 1992 – Mirakel till salu
- 1992 – I örnens klor
- 1992 – Fruar och äkta män
- 1993 – Schindler's List
- 1994 – Nell
- 1995 – Rob Roy
- 1996 – Michael Collins
- 1998 – Les Misérables
- 1999 – The Haunting
- 1999 – Star Wars: Episod I – Det mörka hotet
- 2002 – K-19: The Widowmaker
- 2002 – Gangs of New York
- 2003 – Love Actually
- 2004 – Kinsey
- 2005 – Berättelsen om Narnia: Häxan och lejonet (röst)
- 2005 – Kingdom of Heaven
- 2005 – Batman Begins
- 2007 – Seraphim Falls
- 2008 – Fallout 3 (röst, datorspel)
- 2008 – Berättelsen om Narnia: Prins Caspian (röst)
- 2008 – The Other Man
- 2008 – Taken
- 2009 – Chloe
- 2009 – After.Life
- 2009 – Five Minutes of Heaven
- 2010 – The A-Team
- 2010 – Berättelsen om Narnia: Kung Caspian och skeppet Gryningen (röst)
- 2010 – Clash of the Titans
- 2010 – The Next Three Days
- 2011 – Unknown
- 2012 – Taken 2
- 2012 – The Dark Knight Rises
- 2012 – Battleship
- 2012 – Wrath of the Titans
- 2012 – The Grey
- 2013 – Anchorman: The Legend Continues
- 2013 – Third Person
- 2014 – Den stora nötkuppen (röst)
- 2014 – A Walk Among the Tombstones
- 2014 – A Million Ways to Die in the West
- 2014 – Non-Stop
- 2014 – Lego filmen (röst)
- 2014 – Star Wars: The Clone Wars (TV-serie) (röst)
- 2015 – Ted 2
- 2015 – Run All Night
- 2015 – Taken 3
- 2016 – Sju minuter efter midnatt (röst)
- 2016 – Silence
- 2017 – Red Nose Day Actually (kortfilm)
- 2017 – Felt
- 2018 – The Commuter
- 2020 – Honest Thief
- 2021 – The Ice Road
- 2021 – The Marksman
- 2022 – Derry Girls (TV-serie) (2 avsnitt)
- 2022 – Marlowe
- 2023 – Retribution
- 2023 – In the Land of Saints and Sinners
- 2025 – Cold Storage